# Єгоров Юрій Олександрович
Юрій Олександрович Єгоров (рос. Юрий Александрович Егоров; 28 травня 1954 — 16 квітня 1988) — радянський та  нідерландський класичний піаніст.

## Ранні роки
Народився в Казані, СРСР. Отримав музичну освіту в Казанській консерваторії, де навчався у віці від 6 до 17 років. Одним з його перших вчителів була Ірина Дубініна, колишня учениця Якова Зака.
У віці 17 років, в 1971 році, Єгоров зайняв 4-е призове місце в Парижі на конкурсі Маргаріт Лонг та Жака Тібо. Потім він навчався в Московській консерваторії у Якова Зака. Єгоров навчався у Московській консерваторії шість років. У 1974 році Єгоров завоював бронзову медаль на конкурсі імені Чайковського в Москві. У 1975 році він був удостоєний 3-ї премії на міжнародному музичному конкурсі королеви Єлизавети в Бельгії.

## Утеча на Захід
Єгоров, перебуваючи на гастролях в Італії в 1976 році, звернувся з проханням про надання політичного притулку. Влаштувався в Нідерландах, в Амстердамі, де зустрівся зі своїм партнером Яном Брауером (1947—1988).
Гастролював по Європі і США, в 1977 році брав участь в Конкурсі піаністів імені Вана Кліберна, де не вийшов у фінал, проте захоплена манерою Єгорова публіка зібрала для нього суму в 10 000 доларів, еквівалентну матеріальному наповненню першої премії. 16 грудня 1978 р дебютував в Карнегі-холі. Записав для лейбла EMI кілька альбомів фортепіанної музики Франца Шуберта, Роберта Шумана, Фредеріка Шопена і Клода Дебюссі, на інших студіях вийшли, зокрема, два фортепіанні концерти Моцарта (з оркестром «Філармонія» під керуванням Вольфганга Завалліш), сонати для скрипки і фортепіано Шуберта, Брамса і Бартока (з Еммі Верхей) та ін.
Єгорова називали новим Горовицем і новим Ліпатті.

## Смерть
Єгоров помер у своєму будинку в Амстердамі від  ускладнень, пов'язаних зі СНІДом. Єгорову було всього 33 роки. На момент його смерті було випущено 14 записів і ще кілька очікували релізу. Був похований поруч з Яном Брауером в Driehuis Velsen Crematorium, Driehuis, Північна Голландія, Нідерланди.
В 1989 р. був показаний в телевізійному  документальному фільмі «Юрій Єгоров 1954—1988»  Елін Фліпс. Програма отримала спеціальний приз журі на BANFF-televisiefestival в Канаді і була номінована у 1990 році на Гран-прі Італії.
Був посмертно випущений диск Єгорова, «Legacy 2: Youri Egorov», який отримав «Perfect Five-Star Rating» від журналу CD Review Magazine.
Цей піаніст залишається «в пам'яті не одного любителя музики за неймовірною делікатністю та чіткістю своєї гри».

## Особисте життя
Юрій Єгоров був геєм. Його партнером був Ян Брауер (1947—1988), що помер від СНІДу через чотири місяці після нього.